# Cicurina guanshan
Espèce
Cicurina guanshan est une espèce d'araignées aranéomorphes de la famille des Cicurinidae.

## Distribution
Cette espèce est endémique de Chongqing en Chine,. Elle se rencontre dans le xian de Wuxi dans la grotte Pianyanwu.

## Description
Le mâle holotype mesure 6,00 mm et la femelle paratype 5,63 mm, les mâles mesurent de 5,25 à 6,00 mm et les femelles de 5,26 à 5,98 mm.

## Systématique et taxinomie
Cette espèce a été décrite par Wang et Zhang en 2025.

## Étymologie
Son nom d'espèce lui a été donné en référence au lieu de sa découverte, Guanshan.

## Publication originale
- Wang & Zhang, 2025 : « Seven new species of the spider genus Cicurina Menge, 1871 from Yintiaoling Nature Reserve, China (Araneae: Cicurinidae). » Zootaxa, no 5652(1), p. 144-161.